# Gimme Some Neck
Gimme Some Neck es el tercer disco como solista del músico inglés , compositor, guitarrista, bajista, multinstrumentista, artista plástico, miembro de The Birds, The Creation, The Jeff Beck Group, The Faces e integrante de The Rolling Stones: Ronnie Wood

## Historia
Gimme Some Neck en su totalidad fue grabado en los Pathé Marconi Studios, Boulogne-Billancourt, Francia entre el 5 de enero y marzo de 1978. Los overdubs y mezclas se hicieron en los Cherokee Studios, Los Ángeles, California en octubre en adelante de 1978.
En este LP colaboran músicos como:Charlie Watts, Keith Richards y Mick Jagger (The Rolling Stones); Ian McLagan (Small Faces, The Faces) y Mick Fleetwood baterista de Fleetwood Mac.

## Productor
- Roy Thomas Baker

## Ingeniero de sonido
- Geoffrey Workman

## Canciones
- Worry No More (Jerry Lynn Williams) - 2:34
- Breakin’ My Heart (Ronnie Wood) - 4:17
- Delia (Traditional) - 0:42
- Buried Alive (Ronnie Wood) - 3:37
- Come to Realise (Ronnie Wood) - 3:52
- Infekshun (Ronnie Wood) - 4:03
- Seven Days (Bob Dylan) - 4:10
- We All Get Old (Ronnie Wood) - 4:09
- F.U.C. Her (Ronnie Wood) - 3:15
- Lost and Lonely (Ronnie Wood) - 4:14
- Don’t Worry (Ronnie Wood) - 3:26

## Músicos
- Ronnie Wood - voz, guitarra, dobro, pedal steel, bajo, armónica.
- Mick Jagger - guitarra, voces.
- Keith Richards - guitarr, voces.
- Dave Mason - guitarra.
- Robert Popwell - bajo.
- Charlie Watts - batería.
- Jim Keltner - batería.
- Mick Fleetwood - batería.
- Ian McLagan - teclados.
- Swamp Dogg - piano.
- Harry Phillips - piano.
- Bobby Keys - saxofón.

## Datos
- El primer sencillo de este disco fue Seven Days, tema que le regaló Bob Dylan a Ronnie Wood.
- A comienzos de abril de 1979 se hicieron filmaciones promocionales en Los Ángeles, California para las canciones Seven Days y Buried Alive. En este tema, junto a Ronnie y sus músicos, está Ringo Starr en la batería.